# Arnold Hensler
Arnold Hensler (* 23. Juli 1891 in Wiesbaden; † 10. Mai 1935 in Trier) war ein deutscher Bildhauer, der sich auf Denkmal- und Bauplastik spezialisiert hatte.

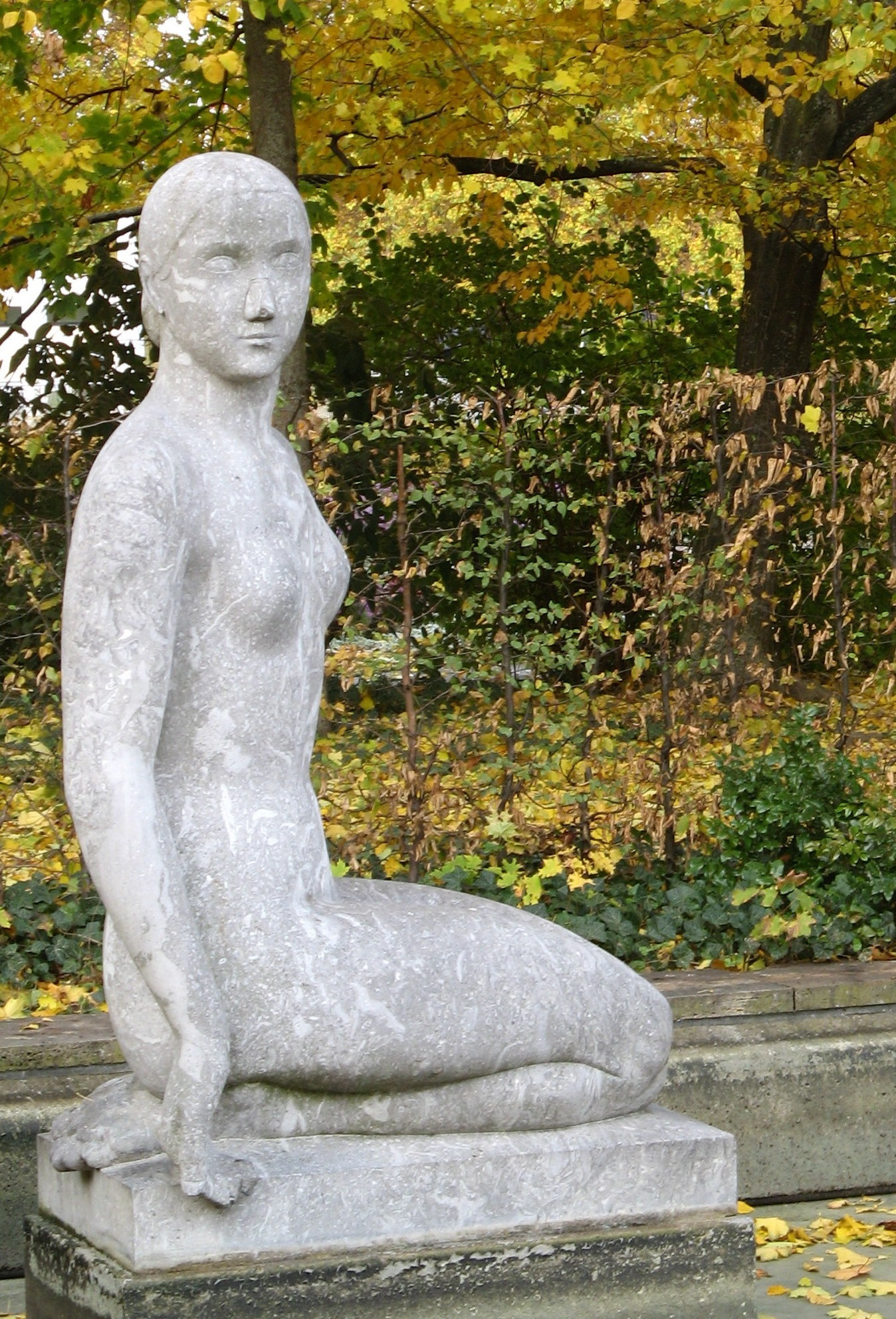
Quellennymphe, 1932, Lahnmarmor, Reisinger Anlagen, Wiesbaden

## Leben
Schon als Gymnasiast in Hadamar und Oberlahnstein fiel Hensler durch seine zeichnerische Begabung auf. Er studierte seit 1910 an der Kunstgewerbeschule Mainz Architektur, wechselte dann aber zur Bildhauerei. Nach dem Abschluss war er von 1912 bis 1914 Meisterschüler bei Bernhard Hötger in Darmstadt, wo er an dessen Arbeiten für den Platanenhain auf der Mathildenhöhe mitwirkte. Er unterhielt ein offenes Atelier, das zum Treffpunkt der jungen Künstler Darmstadts wurde. Der Maler Carl Gunschmann (1895–1984) war lange als „Untermieter“ in diesem Atelier tätig, der Schriftsteller Hans Schiebelhuth (1895–1944) schrieb dem Silhouettenschneider und Grafiker Ernst Moritz Engert nach München von den Treffen bei Hensler. 1915 ging Hensler nach Berlin, wo er Kontakt zu Georg Kolbe aufnahm. Von 1916 bis 1918 leistete er Kriegsdienst, erst als Sanitäter, dann als Kartograf.
Ab 1918 war Hensler freischaffend in Wiesbaden tätig. Er heiratete 1922 die aus Hamburg stammende Fotografin Annie Möring (1892–1978), die sein Schaffen mit der Kamera begleitete; ab 1926 in eigenem, von dem Architekten Edmund Fabry gebauten Wohn- und Atelierhaus in Wiesbaden-Aukamm, Hedwigstraße 10, das im Zweiten Weltkrieg zerstört wurde. Arnold Hensler gehörte zum Kreis um den Kunstsammler Heinrich Kirchhoff, von dem er eine Bildnisbüste schuf, zur 1925 von Otto Ritschl gegründeten Freien Künstlerschaft Wiesbaden und war 1919 Gründungsmitglied der Darmstädter Sezession. Auch der Deutschen Gesellschaft für christliche Kunst gehörte er an. 1933 wurde er als Professor für plastisches Gestalten an die von dem Glasmaler Heinrich Diekmann (1890–1963) geleitete Handwerker- und Kunstgewerbeschule – Trierer Werkschule für christliche Kunst – berufen. Seine Lehrtätigkeit endete durch seinen frühen Herztod schon 1935.
Bekannt wurde er durch seine Bildnisbüsten und Grabmale, wandte sich aber bald der Denkmal- und Bauplastik zu. Hier arbeitete er zusammen mit den Wiesbadener Architekten Edmund Fabry und Rudolf Joseph (1893–1963), auch mit Martin Weber, den Frankfurter Architekten-Brüdern Hans und Christoph Rummel, Carl Anton Meckel, Alfred Wahl (1896–1979) und Aribert Rödel (1898–1965), sowie dem Gartenarchitekten Friedrich Wilhelm Hirsch. In den Jahren 1928 bis 1930 wurde er bei seinen Arbeiten unterstützt durch den Bildhauer Otto Zirnbauer.

## Werk

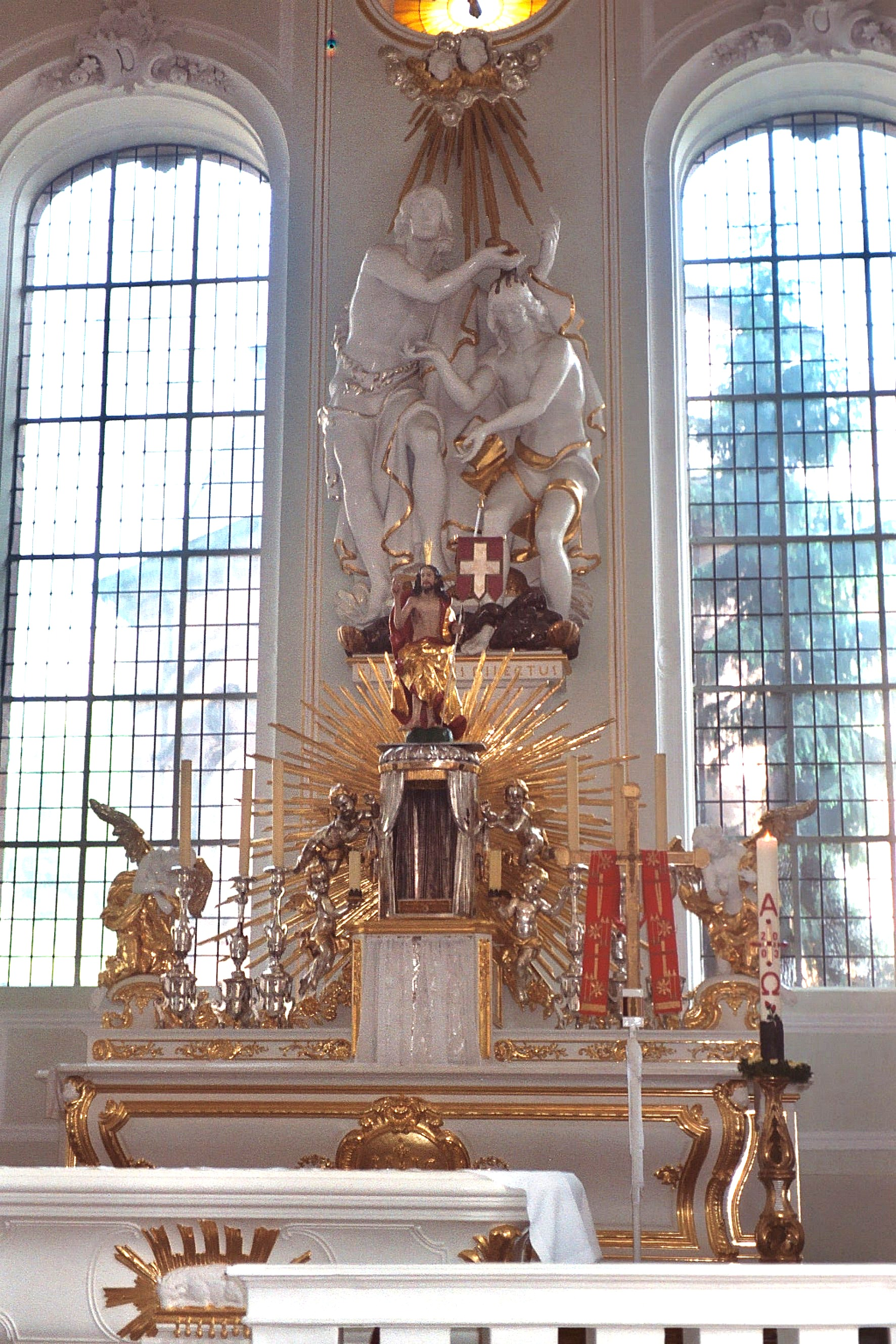
Arnold Hensler: Täufergruppe (1934), Basilika St. Johann (Saarbrücken)

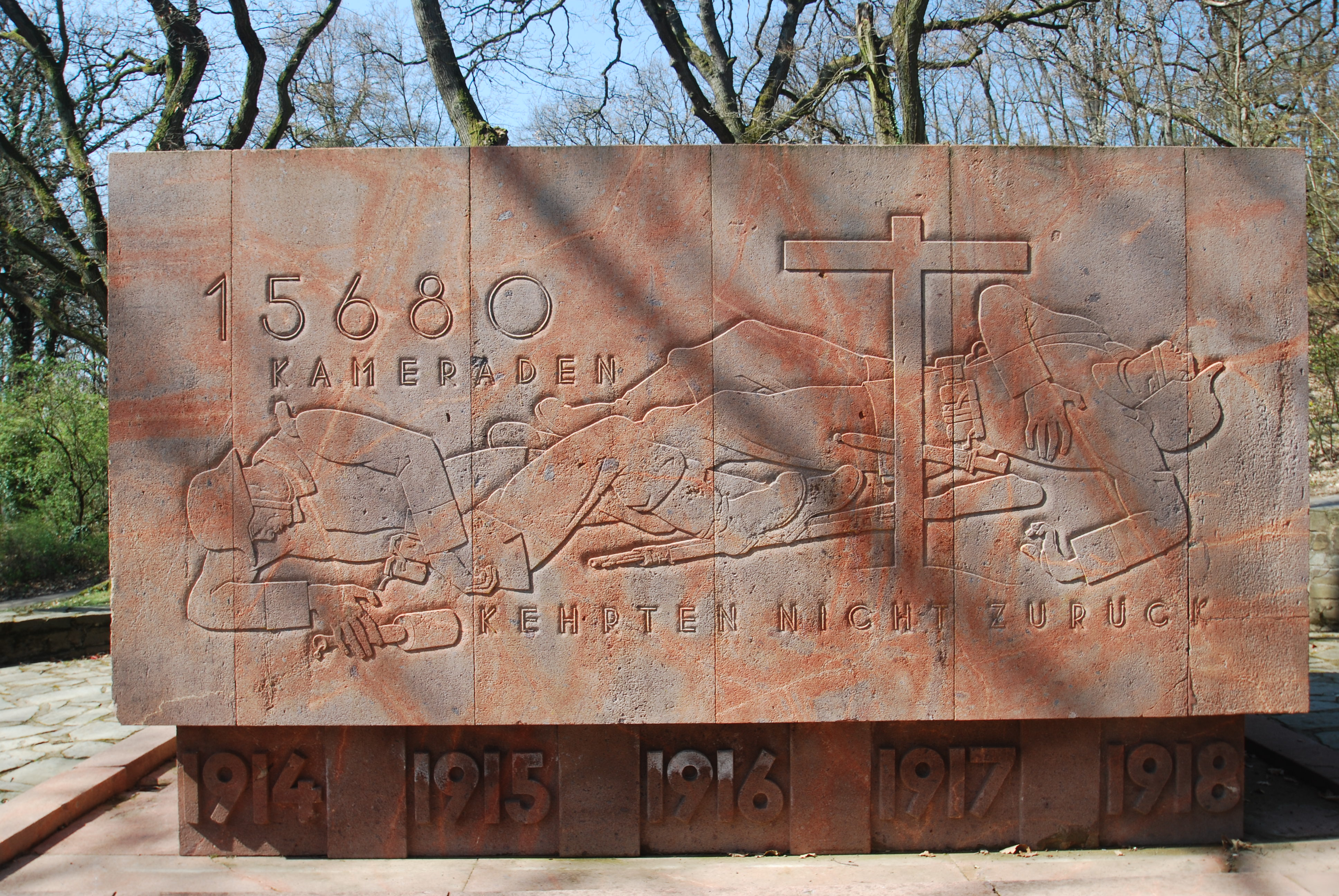
Ehrenmal für im Ersten Weltkrieg Gefallene des Füsilier-Regiments von Gersdorff Nr. 80 von 1930 in Wiesbaden

### Bildnisreliefs und Bildnisbüsten (Auswahl)
- Bildnisrelief des Apothekers Dr. Jacob Wolff (1846–1912), Limburg an der Lahn, 1913
- Büste des Malers Carl Gunschmann (1895–1984), Darmstadt, 1912/1913 (im Krieg zerstört)
- Büste des Kunsthändlers und -Sammlers Wilhelm Uhde (1874–1947), Paris, 1915
- Büste (Selbstbildnis) 1915
- Büste „Dame mit Hut“ – Annie Möhring (1892–1978), Hamburg, 1920
- Büste der Schwester Paula Keutner (1888–1952), Wiesbaden, 1920
- Büste des Kunstsammlers Heinrich Kirchhoff (1874–1934), Wiesbaden, um 1920
- Büste von Prof. Dr. Gotthold Herxheimer (1872–1936), Wiesbaden, um 1920
- Büste des Malers Josef Eberz (1880–1942), München, um 1920 (im Krieg zerstört)
- Büste des Schriftstellers Hermann Kesser (1880–1952), um 1920
- Büste der Tänzerin Tatjana Barbakoff (1899–1944), Wiesbaden, 1921
- Büste des Staatsmanns Karl Freiherr vom und zum Stein (1757–1831), wohl 1931
- Bildnisrelief des Königs Friedrich August III. von Sachsen (1865–1932), Dresden, um 1932

### Grabplastik
- verschiedene Grabmale auf den Friedhöfen in Wiesbaden, Limburg an der Lahn und Rüdesheim
- Ehrengrab für den Apotheker und Kommunalpolitiker Dr. Jacob Wolff (1846–1912), Limburg an der Lahn, 1913
- Ehrengrab für Oberbürgermeister Bernhard Klostermann (1874–1919), Koblenz, 1919

### Denkmalplastik

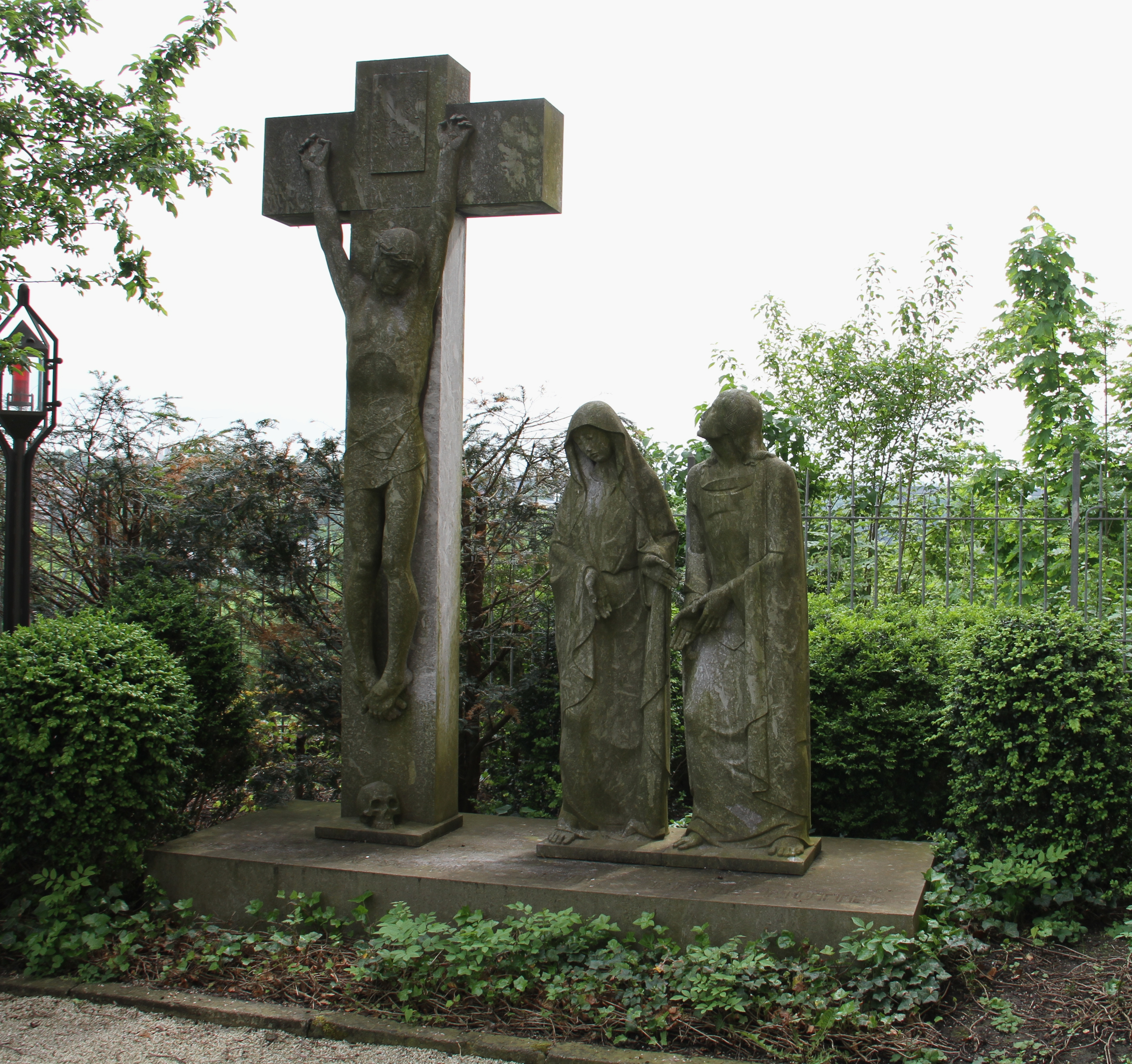
Kreuzigungsgruppe auf dem ehemaligen Friedhof am Limburger Dom

Der Begriff „Weltkriegs-Totenehrung“ wurde gewählt, da Hensler nur selten „Krieger“ darstellte.
- Weltkriegs-Totenehrung – Holztafeln mit Namen und Hl. Michael und Hl. Georg – in der Pfarrkirche St. Mariä Himmelfahrt in Hallgarten (Rheingau), 1922
- Weltkriegs-Totenehrung – Sterbende auf Stele – in Bad Marienberg (Westerwald), 1923 (verändert)
- Weltkriegs-Totenehrung – Brunnen mit kniendem Soldaten – in Selters (Westerwald), 1923 (Teilnahme am Wettbewerb, Zeichnung vorhanden)
- Weltkriegs-Totenehrung – Soldat und Engel – in Hallgarten (Rheingau), 1924 (verändert)
- Weltkriegs-Totenehrung – Tafeln mit Namen – im Verwaltungsgebäude der Bezirksregierung Wiesbaden, 1925 (nicht mehr vorhanden)
- Schutzmantelmadonna – Consolatrix afflictorum – in Kevelaer, 1926 (zusammen mit den Architekten Wahl und Rödel, Essen)
- Weltkriegs-Totenehrung – Mutter und Kind – auf dem Waldfriedhof Dotzheim, 1927/1928 (zusammen mit Architekt Rudolf Joseph, Wiesbaden)
- Weltkriegs-Totenehrung – St. Josef mit totem Soldaten – in Kölbingen-Möllingen (Westerwald), 1928
- Weltkriegs-Totenehrung – Cyriakus-Brunnen – in Weeze (Niederrhein), 1928/1929 (zusammen mit Architekt Edmund Fabry, Wiesbaden; verändert)
Die Statue des St. Cyriakus ist jetzt an einer Wand des Rathaus-Erweiterungsbaus angebracht, für dessen Bau die vollständig erhaltene Anlage abgebrochen wurde.
- Weltkriegs-Totenehrung – Mädchen und Jungen flankieren Schrifttafel – auf dem Vordach der Jugendherberge in Limburg an der Lahn, 1930 (Architekt: Jüngst, Frankfurt)
Nach Abbruch der Jugendherberge wurde die Figurengruppe wurde zum neuen Rathaus umgesetzt und mit einer neuen Inschrifttafel ausgestattet.
- Weltkriegs-Totenehrung – Figur in Nische mit seitlichen Namen der Gefallenen – der Loge Plato, Wiesbaden, 1920er oder frühe 1930er Jahre (Modell vorhanden)
- Ehrenmal – Kniender Jüngling – Hamburg, 1929/1930 (Teilnahme am Wettbewerb, Zeichnung vorhanden)
- Kriegerdenkmal 1914–18 für die Gefallenen des Kurhessischen Füsilier-Regiments von Gersdorff Nr. 80 in Wiesbaden-Neroberg, 1930 (zusammen mit Architekt Edmund Fabry, Wiesbaden)

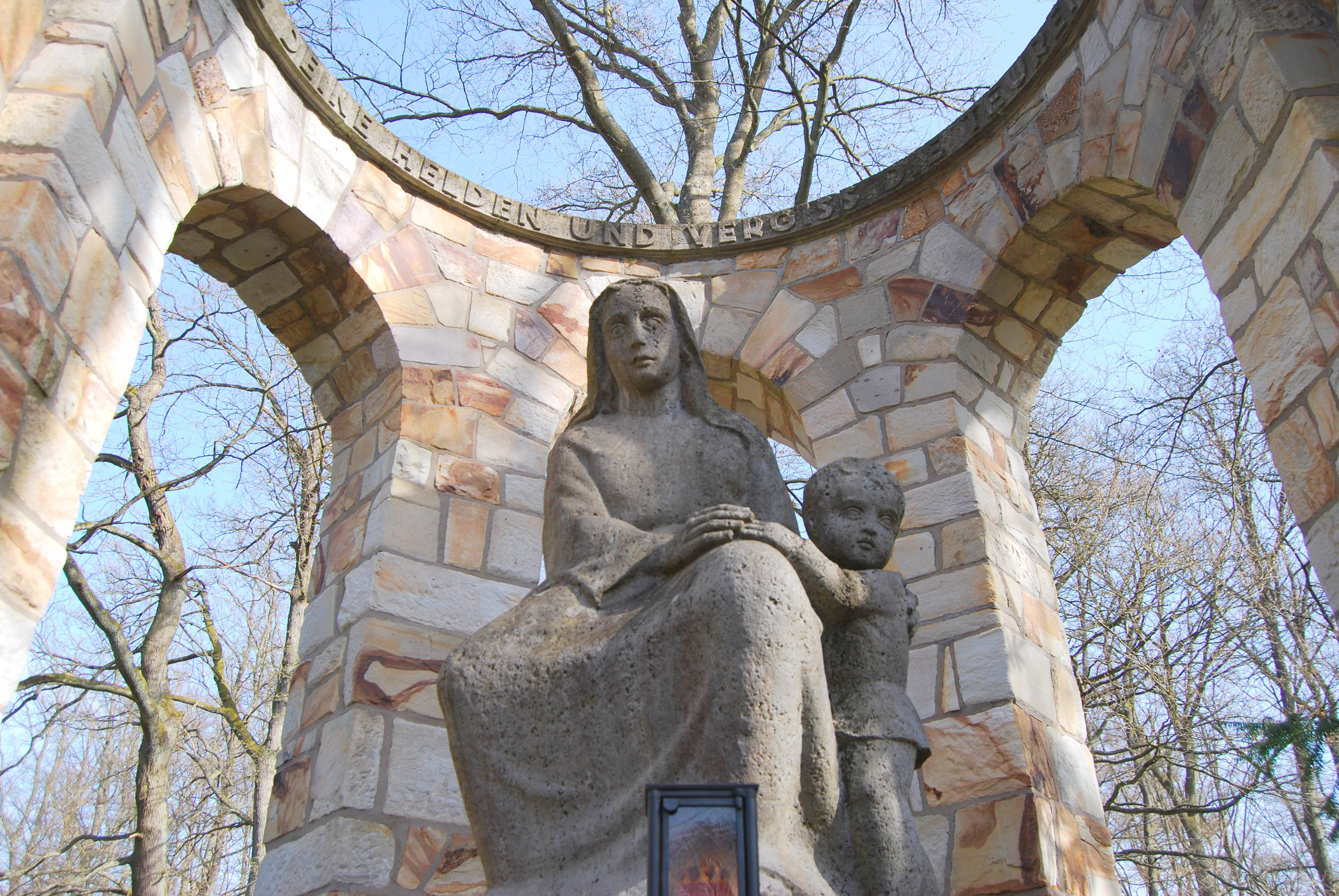
Figurengruppe Mutter und Kind, Kriegerdenkmal auf dem Waldfriedhof Dotzheim, 1928

- Quellenymphe in der Reisinger-Anlage in Wiesbaden, 1932 (zusammen mit Architekt Edmund Fabry und Gartenarchitekt Friedrich Wilhelm Hirsch, Wiesbaden)
- Weltkriegs-Totenehrung – Taubenmadonna – in Marienbaum (Niederrhein), 1930 (zusammen mit den Architekten Wahl und Rödel, Essen)
Die Ehrung wurde nach nationalsozialistischem Einspruch ohne die Madonna ausgeführt.
- Kreuzigungsgruppe auf den Domherrenfriedhof in Limburg an der Lahn, 1930/1932 (zusammen mit Architekt Martin Weber, Frankfurt am Main)
- Weltkriegs-Totenehrung für die Gefallenen des 4. Magdeburgischen Infanterie Regimentes – Bochum, 1935 – Kniender Fahnenträger (Teilnahme am Wettbewerb, Pläne und Modellfoto vorhanden)
- Weltkriegs-Totenehrung – Kruzifix und Heiliger Michael (geplant) – in Lieser an der Mosel, 1935/1936 (zusammen mit Architekt Edmund Fabry)
Nach nationalsozialistischem Einspruch musste der Heilige Michael durch einen „Deutschen Recken“ ersetzt werden; Hensler schuf – von den Nazis unbemerkt – eine böse Karikatur des „Recken“.
- Weltkriegs-Totenehrung – Kopf und Adler – im Dienstgebäude der Reichsbahndirektion Mainz, undatiert
Nach Zerstörung des Gebäudes wurde der Kopf mit einer neuen Schrifttafel in den Neubau übertragen, dieser beherbergt nun das Standesamt der Stadt Mainz.
- Weltkriegs-Totenehrung – Schriftwand mit einer Tafel mit Schwertern und Lorbeer-Zweigen – in Sankt Goarshausen, undatiert (offenbar mit Architekt Edmund Fabry, Wiesbaden)

### Bauplastik

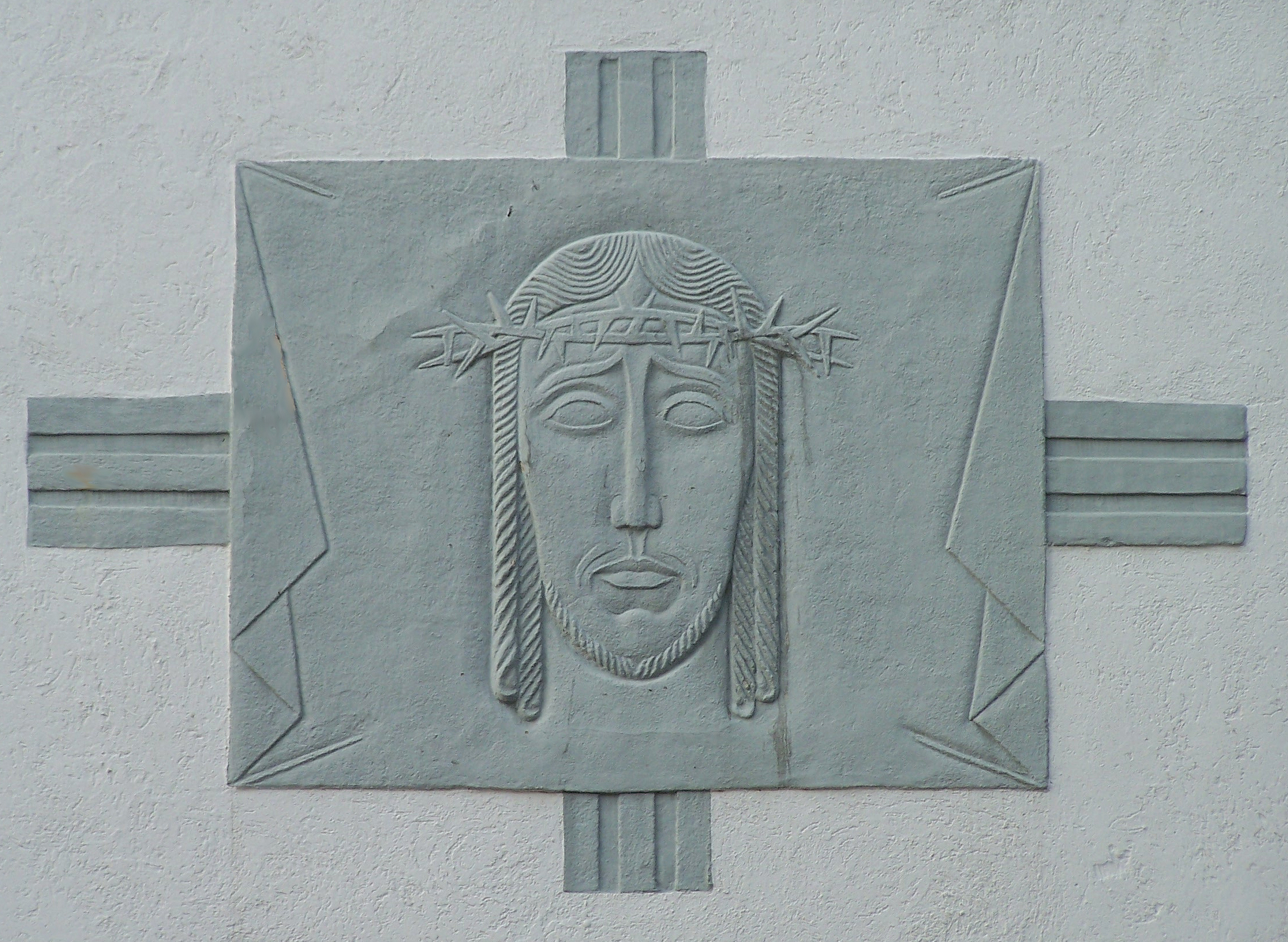
Darstellung vom Schweißtuch der Veronika an der Südseite des Turms der Heilig-Kreuz-Kirche in Frankfurt-Bornheim

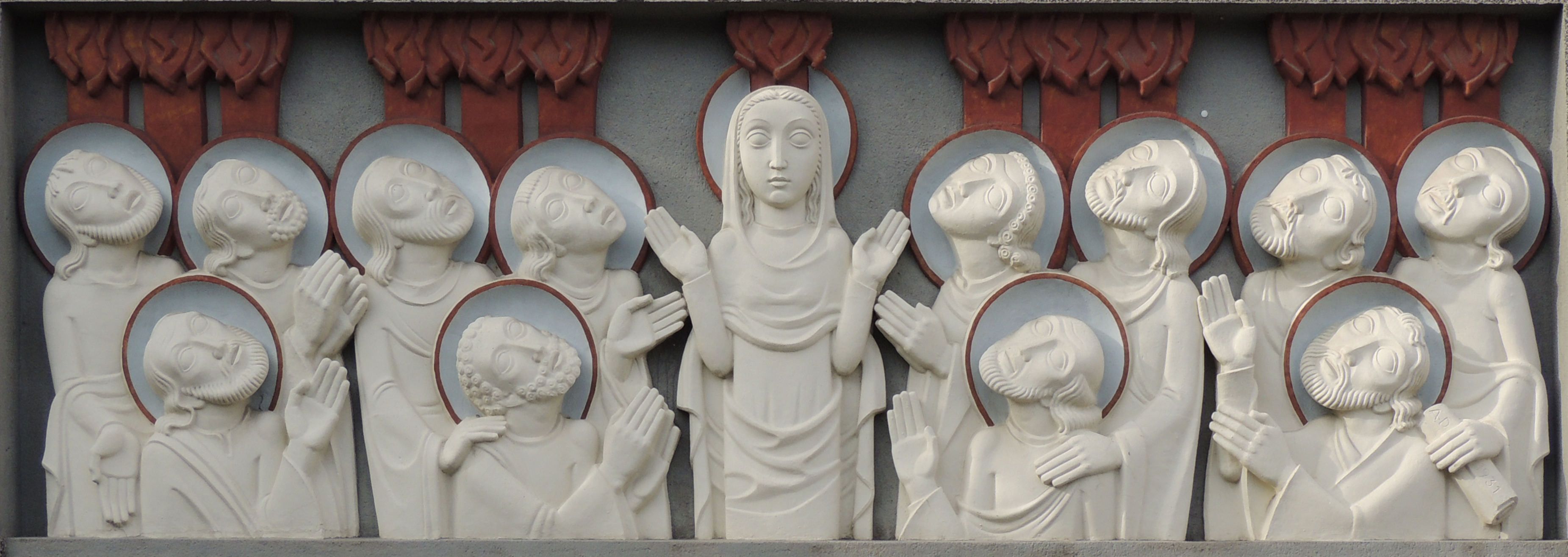
Relief „Ausgießung des Heiligen Geistes“ am Südportal der Heilig-Geist-Kirche in Frankfurt-Riederwald

- Franziskus-Wappen, unbekannter Ort, 1925 (belegt durch Werkliste)
- Ausstellungspavillon der Stadt Wiesbaden auf der „Gesolei“ 1926, mehrere Keramik-Figuren (Architekt: Kurt Hoppe, Wiesbaden)
- Portalfigur St. Bonifatius an der Kirche St. Bonifatius in Frankfurt-Sachsenhausen, 1926/1927 (Architekt: Martin Weber)

Vier weitere Bistumsheilige sollten Bonifatius flankieren, sie kamen zunächst aus Geldmangel, später wegen des Todes von Hensler nicht zur Ausführung.
- Antrags-Stuck-Relief Muttergottes mit dem Jesusknaben und dem Knaben Hermann-Joseph, 1928 (belegt durch Werkliste, Ort und Gebäude unbekannt)
- für die Heilig-Geist-Kirche in Frankfurt-Riederwald (Architekt: Martin Weber)[2]
  - Fassaden-Plastik der Hl.-Geist-Taube am Schwesternhaus, 1928 (beim Umbau des Hauses an neuen Standort hinter der Kirche versetzt)
  - Portalbekrönung „Herabkunft des Heiligen Geistes“, 1930/1931
  - Portalbekrönung „Sieben Gaben des Heiligen Geistes“, 1930/1931
  - Antrags-Stuck-Relief „Verkündigung“, 1930/1931
- für die Heilig-Kreuz-Kirche in Frankfurt-Bornheim (Architekt: Martin Weber)[1]
  - Plastiken (Symbole der vier Evangelisten) am Eingangsturm der Kirche, 1928/1929 (leicht verändert)
  - Antrags-Stuck-Relief Schweißtuch der Veronika am Eingangsturm der Kirche, 1928/1929
  - Schriftzug „Im Kreuz ist Heil“ an der Rückfassade der Kirche, 1928/1929
- Antrags-Stuck-Relief St. Angela mit Kindern an der Eingangswand der Ursulinen-Schule St. Angela in Königstein (Taunus), 1929 (Architekt: Martin Weber)
- Plastik des St. Konrad an der Turmfassade der Kirche St. Konrad in Freiburg im Breisgau, 1929 (Architekt: Carl Anton Meckel, Freiburg)
- Symbolquader der vier Elemente am Landeshaus-Erweiterungsbau in Wiesbaden, 1929 (Architekt unbekannt)
- Antrags-Stuck-Relief Stehender St. Georg am Gemeindehaus „St.-Georg-Hof“ in Limburg an der Lahn, 1930/1931 (Architekt: Martin Weber)

Nach Abbruch des Gebäudes wurde eine Kopie des Reliefs in Metall an dem an gleicher Stelle errichteten Karstadt-Gebäude angebracht.
- Fassaden-Relief eines Sanctus-Engels für die Kirche St. Willibrord in Kellen, 1930/1931 (Architekten: Wahl und Rödel, Essen)
- Skulptur der St. Elisabeth mit Bedürftigen für das St.-Elisabeth-Haus in Kirchen (Sieg), 1931 (Architekten: Wahl und Rödel, Essen)

Nach Abbruch des Gebäudes wurde die Skulptur in der Eingangshalle des Krankenhauses in Kirchen aufgestellt.
- Fassadenplastik St. Josef mit Jesuskind an der Kirche St. Josef in Frankfurt-Bornheim, 1932 (Architekten: Hans und Christoph Rummel, Frankfurt)[3]
- Portalbekrönung Reitender St. Georg am Bischöflichen Ordinariat in Limburg an der Lahn, 1935/1936 (Architekt: Martin Weber; ausgeführt nach dem Modell Henslers durch des Bildhauer Heinrich Hamm, Trier-Euren)

### Sakralplastik

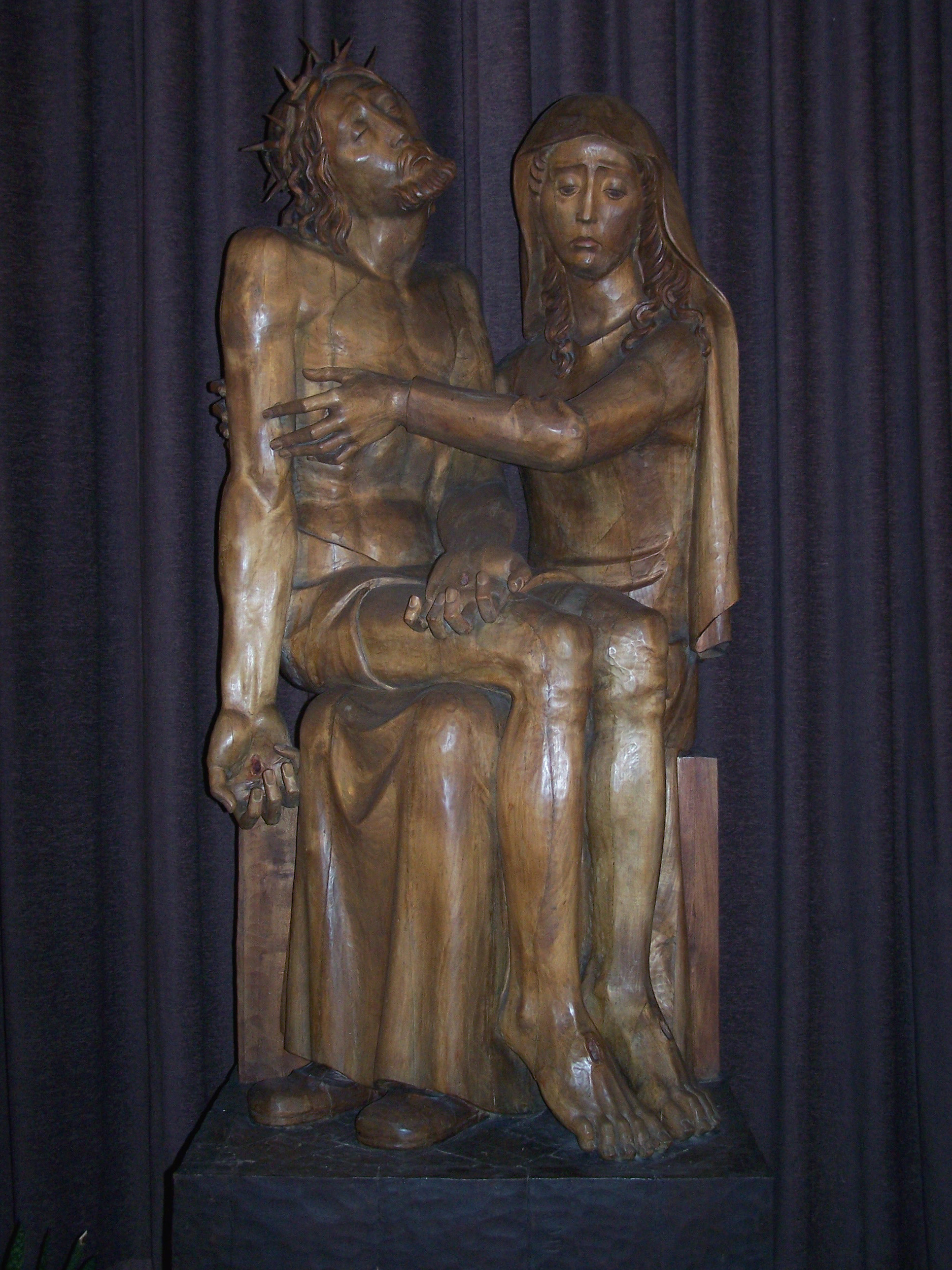
Pietà aus Holz in der Heilig-Kreuz-Kirche in Frankfurt-Bornheim

- Maria, Braut des Heiligen Geistes, kleineres Modell der Altarplastik der Heilig-Geist-Kirche in Frankfurt-Riederwald, 1926 (in mehreren Ausformungen vorhanden)[2]
- Maria, Braut des Heiligen Geistes, Altarplastik der Heilig-Geist-Kirche in Frankfurt-Riederwald, 1926/1927[2]
- Maria, Regina Pacis, 1928 (belegt durch Werkliste, keine Einzelheiten bekannt)
- Maria Maienkönigin, farbig gefasste Holzplastik, Pfarrkirche St. Michael Saarbrücken, 1928 (Architekt: Hans Herkommer, Stuttgart)
- Pietà in der Heilig-Kreuz-Kirche in Frankfurt-Bornheim, 1929 (ausgeführt nach dem Modell Henslers durch den Bildschnitzer Josef Rainer, Frankfurt)[1]
- Krippenfiguren für die Heilig-Kreuz-Kirche in Frankfurt-Bornheim, 1930[4]
- Kleine Schutzmantelmadonna, 1931 (belegt durch Werkliste, keine Einzelheiten bekannt)
- Mater Salvatoris für die Kirche St. Willibrord in Kellen, 1931
- Entwurf eines Herz-Jesu-Altares für die Frauenfriedenskirche Frankfurt, 1931 (Architekt: Hans Herkommer, Stuttgart)
- Taufe Christi im Jordan für die Kirche St. Johann in Saarbrücken, 1934/1935
- St. Josef mit Jesuskind im Park eines Alten- und Pflegeheims in Bad Soden, undatiert (vermutlich 1930er Jahre)
- Kruzifixus in der Kirche St. Wendelin in Stahlhofen (Westerwald), undatiert (vermutlich 1930er Jahre)
- Maria, Braut des Heiligen Geistes (als Zweitausfertigung der Plastik für die Heilig-Geist-Kirche in Frankfurt-Riederwald von 1926) in der Kirche St. Bruno in Lötzen (Ostpreußen), 1936/1937 (Architekt: Martin Weber)[2]
- Entwurf eines Hochaltars für St. Paul in Köln, 1928 (Architekt: Martin Weber; nicht ausgeführt)

### Freie Plastik (Auswahl)
- Vier Akte, in Nischen der Eingangshalle des Museums Wiesbaden, 1912/1913
- Hockende, auch Kauernde, 1922
- Diana mit Reh, Gartenplastik in Limburg an der Lahn, 1933

## Ausstellungen
- 2018 Kunstarche Wiesbaden: Ein Künstlerpaar zwischen den Weltkriegen, der Bildhauer Arnold Hensler und seine Frau, die Fotografin Annie Hensler-Möhring
- 2020 Diözesanmuseum Limburg: Mit Zigaretten und Kaffee für die Kunst – Das Künstlerehepaar Arnold Hensler (1891–1935) Annie Hensler-Möring (1892–1978) und ihr Wirken für das Bistum Limburg